# Playdate (ゲーム機)
Playdate（プレイデート）は、2022年4月19日にPanicが発売した携帯型ゲーム機である。2019年5月22日にEdge誌で初めて発表された。スウェーデンの電子機器メーカーのティーンエイジ・エンジニアリングと共同開発している。

## 概要
2021年6月9日、同年7月下旬より予約販売を開始することが発表された。
2022年4月19日、初回グループの購入者への出荷が開始された。

## ハードウェア
ゲーム機にはモノクロの1ビットスクリーン、十字キー、2つのゲームボタンや側面にメカニックなクランクが搭載されている。

## ソフトウェア
12週間を1とする「シーズン」ごとに、24本のゲームが毎週2本ずつリリースされる予定。各ゲームの内容はリリースされる週末まで秘密となっており自動的にダウンロードされる。最初のシーズンのゲームは無料で配信される。配信ゲームはPanic自身によるものだけでなく高橋慶太、ザック・ゲージ、ベネット・フォディ、ショーン・インマンが製作したゲームも配信される。予定されているゲームのタイトルには「Crankin's Time Travel Adventure」、「b360」、「Zipper」、「Executive Golf DX」がある。

### 一覧

#### シーズン1
- Casual Birder
- Crankin's Time Travel Adventure
- Demon Quest '85
- Echoic Memory
- Executive Golf DX
- Flipper Lifter
- Forrest Byrnes: Up In Smoke
- HYPER METEOR
- Lost Your Marbles
- Omaze
- Pick Pack Pup
- Questy Chess
- The Racheteer
- Sasquatchers
- Saturday Edition
- Snak
- Spellcorked
- Whitewater Wipeout
- Zipper
- Boogie Loops
- Battleship Godios